# Lena Amsel
Lena Amsel (ros. Лена Амшель, ur. 27 lipca 1898 w Łodzi, zm. 2 listopada 1929 pod Paryżem) – tancerka i aktorka pochodzenia polsko-żydowskiego.

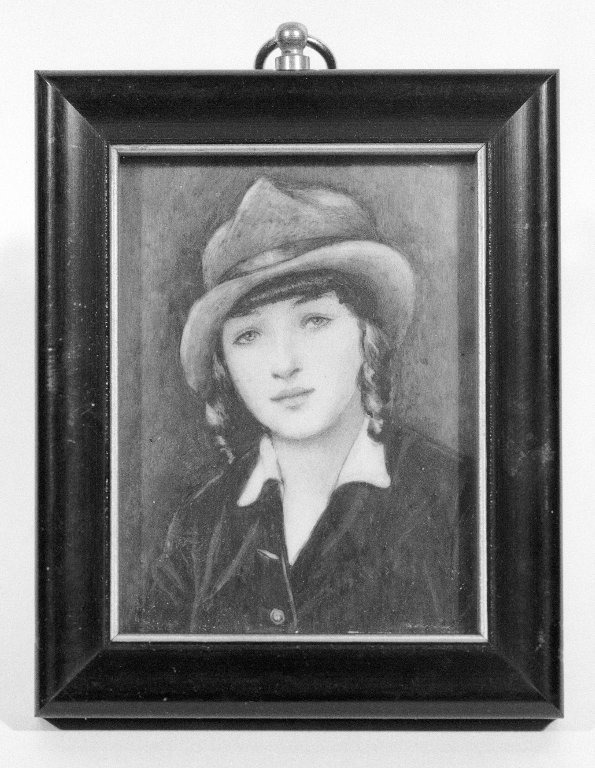
Portret Leny Amsel autorstwa Pamela Hart Brown Vinton Ravenel (1916) znajdujący się w zbiorach Brooklyn Museum

## Życiorys
W 1916 należała do berlińskiej bohemy artystycznej, skupionej wokół Marii Orskiej. Została odkryta jako tancerka i aktorka przez Karla Gustava Vollmoellera, który w celu przedstawienia jej szerszej publiczności, zorganizował wieczory taneczne w ogrodzie zimowym. Występowała w wiedeńskim Konzerthausie (1918), m.in. z Gertrude Barrison, a także w pantomimie „Das Abenteuer im Ronacher” (1922). W latach 1917–1923 wystąpiła w 10 filmach, m.in. w Tragödie der Liebe i Der allmächtige Dollar, oba z 1923. Grała min. u boku takich aktorów jak Mia May, Paul Morgan i Marlene Dietrich.

### Życie prywatne
Pochodziła z żydowskiej rodziny fabrykanckiej. Kilkukrotnie wychodziła za mąż, za: argentyńskiego barona Severina, hrabiego Hugo Karla Marię Grafa von Moy de Sons (1921–1923), węgierskiego oficera i pilota Emmericha von Jeszensky’ego, oraz aktora Ernsta Dumcke (rozwód w 1927). Ponadto słynęła z licznych romansów. Do jej partnerów należeli m.in.: pisarz i pionier kina Karl Gustav Vollmoeller, malarz Otto Dely i pisarz Louis Aragon.
2 listopada 1929 uczestniczyła w wyścigu samochodowym, ścigając się z malarzem André Derainem. Na trasie między Barbizon a Paryżem auto wpadło w poślizg, wpadło do rowu i spłonęło. W wypadku zginęła Lena Amsel i jej przyjaciółka Florence Pitron.
Została pochowana na Cmentarzu Montparnasse (dział 28, sekcja 3).

## Upamiętnienie
- Portret Leny Amsel autorstwa Pameli Hart Brown Vinton Ravenel(inne języki) (1916) znajduje się w zbiorach Brooklyn Museum[7].
- Constantin Holzer-Defanti(inne języki), austriacki projektant porcelany, w swojej pracy Lustiger March (pol. Zabawny marsz, 1927) przedstawił Lenę Amsel, jako maszerującą tancerkę w stroju klauna z lutnią[8].
- W 2002 ukazała się powieść Roman einer Tänzerin (pol. Powieść tancerki) autorstwa Ruth Landshoff(inne języki) (1904–1966)[9]. Książka przedstawia losy Leny Vogel, inspirowanej postacią Leny Amsel. Pomimo napisania jej w latach 30. XX w., nie została wydana, ze względu na żydowskie pochodzenie Landshoff. Autorka zachowała maszynopis powieści, która została wydana 36 lat po jej śmierci[10].

## Filmografia
- 1917: Pinselputzi stiftet Unheil und eine Ehe,
- 1918: Pinselputzi rendevouzelt,
- 1918: Lenas noble Bekanntschaft,
- 1918: Meine Tochter, deine Tochter,
- 1918: Der Weg zum Reichtum,
- 1918: Lene oder Lena?,
- 1923: Tragödie der Liebe(inne języki),
- 1923: Der mächtige Dollar[1].